# Водичний
Водичний, Видушний — струмок  в Україні, у Надвірнянському  районі Івано-Франківської області, лівий  доплив Ослави  (басейн Дунаю).

## Опис
Довжина струмка приблизно 5 км. Формується з багатьох безіменних струмків.  

## Розташування
Бере  початок на східних околицях безіменної гори. Тече переважно на північний схід і у селі Білі Ослави впадає і річку Ославу, праву притоку Пруту.